# Mladohegelovci

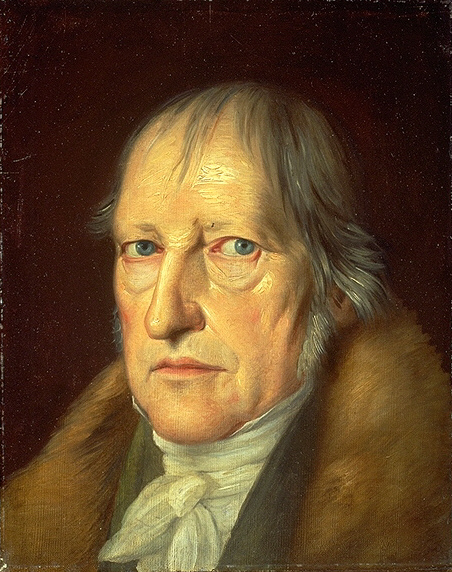
G. W. F. Hegel

Mladohegelovci (něm. Junghegelianer) nebo leví hegelovci byla skupina pruských intelektuálů, kteří navazovali na dílo filozofa George Wilhelma Friedricha Hegela. Mladohegelovci čerpali z jeho idejí, kritizovali náboženství (zároveň je však neortodoxně propagovali) a pruský politický systém.

## Historie
Brzy po Hegelově smrti došlo ke konfliktu mezi konzervativními a radikálními stoupenci jeho filozofie. Počátek rozkolu v hegelovské škole je spojen s vystoupením Davida Strausse, který uveřejnil knihu Život Ježíšův (1835–1836). To byl jeden z prvních projevů mladohegelovců. Pruský král Fridrich Vilém III. jejich aktivity povolil.

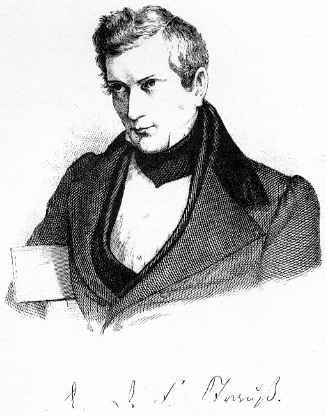
David Strauss

Prvně začali mladohegelovci kritizovat spíše náboženství než politiku. Spolu se starohegelovci začali přispívat do novin Hallische Jahrbucher (1836-43), které editoval Arnold Ruge, zastánce volného a spojeného Německa. Začali napadat katolicismus a ortodoxní protestantismus, zpočátku ale byli mírní, požadovali vývoj Pruska na konstituční monarchii s protestantským náboženstvím (ale odděleným od státu) a svobodou projevu. Hlavní "baštou" mladohegelovců byl Berlín, kde byl do roku 1838 jejich představitelem Bruno Bauer, který psal nejvíce protikřesťanských brožur v Německu.

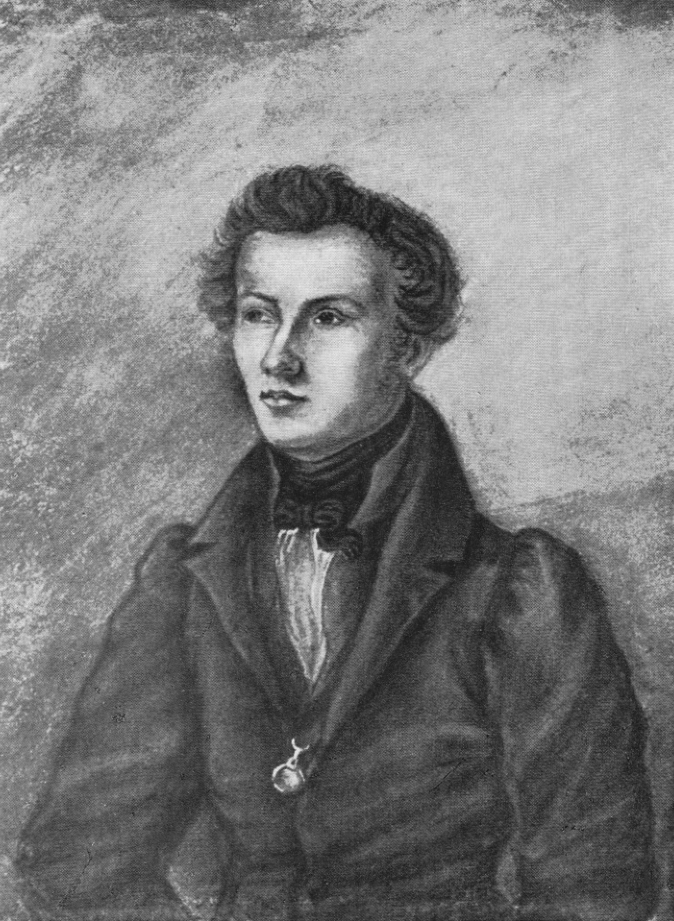
Bruno Bauer

Radikalizace a zpolitizování mladohegelovců nastala v roce 1840, když s nástupem krále Fridricha Viléma IV. došlo k omezením politické svobody a náboženské tolerance. Začaly se objevovat manifesty odmítající křesťanství a propagující ateismus (vedl je zejména Bauer). Po politické stránce opustili mladohegelovci Hegelovu politickou teorii a z větší části se obrátili k republikánství - výjimkou byl Moses Hess, který slučoval hegelovství s komunismem, a samozřejmě Marx a Engels.
Mladohegelovci brzy začali přijímat Fichteho názory, zvláště jeho idealismus.
Ačkoli mladohegelovci do jisté míry šířili demokratické myšlenky po Německu, jejich námaha brzy přišla vniveč, a když byly jejich noviny v roce 1843 zakázány, začali se mladohegelovci rozpadat.

## Filozofie
Podle mladohegelovců má být stát založen na luteránském náboženství (ne ortodoxním; tato myšlenka byla rozhodně inspirována převahou luteránství v Prusku). Zavrhovali despotický státní aparát, útočili na filozofický základ náboženství a někteří členové navrhovali fyzické útoky proti vládním osobám (prvek anarchismu). Mladohegelovci jsou považováni za první nekřesťanské učence od dob Spinozy,[zdroj?] pravděpodobně se však podobné směry vynořovaly již dříve.
Kromě již zmíněných Strausse, Rugeho a Bauera patřili mezi mladohegelovce také Ludwig Feuerbach, Karl Neuwerck, Max Stirner, zprvu také Karl Marx a Friedrich Engels, August von Cieszkowski, Karl Schmidt a Edgar Bauer, zastánce oprávněnosti politického terorismu. Později se jejich myšlenkami nechal ovlivnit i Friedrich Nietzsche.